# Rotblauer Kolumbianer
Der Rotblaue Kolumbianer (Hyphessobrycon columbianus) ist ein kleinbleibender Süßwasserfisch aus der Salmlerfamilie Acestrorhamphidae. Er lebt im Nordwesten Kolumbiens, nahe der Grenze zu Panama und der Küste der Karibik in kleinen, langsam fließenden Bächen, die in den Rio Acandi münden. Die Fische wurden 1995 erstmals als Süßwasserzierfische nach Deutschland eingeführt und zunächst für Angehörige der Gattung Astyanax gehalten. Nach einer Fehlbestimmung als Hyphessobrycon ecuadoriensis wurden sie erst 2002 wissenschaftlich beschrieben.

## Merkmale
Die Fische werden sieben Zentimeter lang. Wie die meisten anderen Arten der Gattung Hyphessobrycon sind sie hochrückig. Der Körper ist schillernd bläulich gefärbt, die Flossen sind rot. Ihre Rückenflosse wird von zwei ungeteilten und neun geteilten Flossenstrahlen gestützt. Bei der Afterflosse sind es drei ungeteilte und 23 geteilte Flossenstrahlen. Die Wirbelsäule hat 34 Wirbel. Bei den Männchen ist die Rückenflosse etwas höher und der Rand der Afterflosse eher konkav, bei den Weibchen ist er konvex. Letztere sollen auch etwas fülliger sein.

## Fortpflanzung
Der Rotblaue Kolumbianer laicht paarweise oder im kleinen Schwarm. Die Eier werden in das freie Wasser abgegeben. Je nach Kondition der Weibchen werden 100 bis 400 Eier gelegt. Die Jungfische schlüpfen nach drei Tagen und schwimmen nach fünf Tagen frei. Nach kurzer Zeit zeigt sich die Rotfärbung der Flossen, die Blaufärbung des Körpers beginnt am Rücken bei einer Länge von zwei Zentimetern.